# جوي بارتون

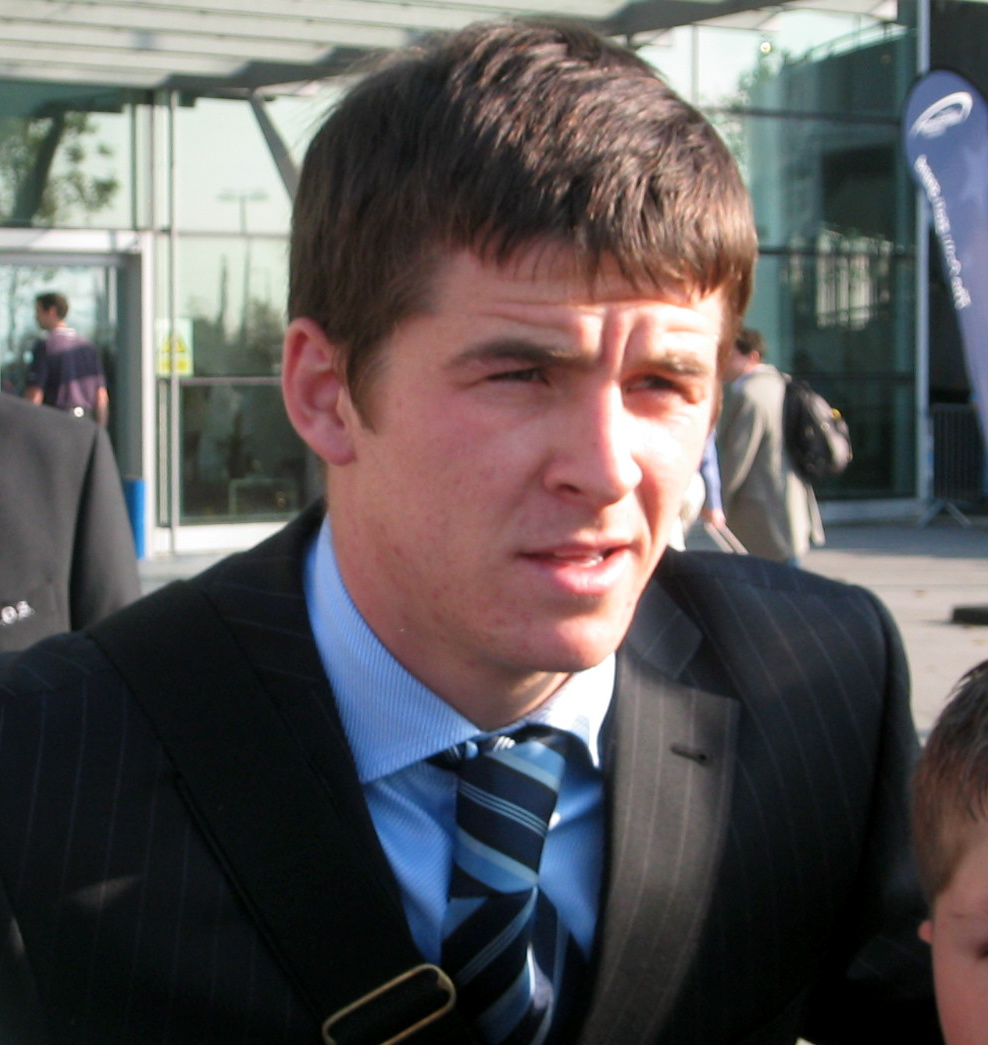
جوي بارتون

جوسيف بارتون (بالإنجليزية: Joey Barton)‏، من مواليد 2 سبتمبر 1982 في ليفربول في إنجلترا، لاعب كرة قدم إنجليزي.
بدأ مسيرته الكروية مع نادي مانشستر سيتي في عام 2001، ولعب معهم حتى عام 2006، وفي عام 2006 انتقل إلى نيوكاسل يونايتد، و لعب معهم حتى العام 2011 و بعدها في موسم 2011-12 انتقل للعب مع نادي كوينز بارك رينجرز الصاعد حديثاً للدوري الإنجليزي الممتاز في ذلك الموسم.
و قد بدأ اللعب مع منتخب إنجلترا لكرة القدم في عام 2007. وقد دخل السجن لمدة 6 أشهر بعد مشاجرة في ليفربول ومعروف عنه انه لاعب مشاغب
يدرب حاليا نادي فليتوود تاون الإنجليزي الذي يلعب في الليغ ون وهي ثالث درجات الكرة الإنجليزية بعد الدوري الإنجليزي الممتاز ودوري التشامبيون شيب

## مسيرته الكروية

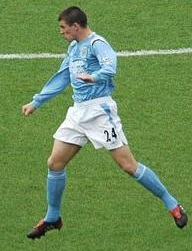
جوي بارتون مع نادي مانشستر سيتي

لعب جوي بارتون خلال مسيرته الاحترافية مع 6 أندية في سبعة عشر موسمًا وسجل خلالها 33 هدفًا ضمن 386 مباراة. ولم يفز بأي موسم بالكأس أو بالدوري.
خاض جوي بارتون مسيرته مع نادي مانشستر سيتي في موسم 2002–03 ليلعب معه خمسة مواسم، مشاركًا في 130 مباراة سجل خلالها 15 هدفًا. ثم انتقل إلى نادي نيوكاسل يونايتد في موسم 2007–08 ليلعب معه خمسة مواسم، حيث شارك في 81 مباراة سجل خلالها 7 أهداف. لينتقل بعدها إلى نادي كوينز بارك رينجرز في موسم 2011–12 في المرة الأولى لمدة موسم واحد ثم في موسم 2013–14 ولمدة موسمين، مشاركًا طوالها في 93 مباراة سجل خلالها 7 أهداف أيضًا. ثم انتقل إلى نادي أولمبيك مارسيليا في موسم 2012–13 لمدة موسم واحد، مشاركًا في 25 مباراة ولم يسجل أي هدف. هذا وانتقل لاحقًا إلى نادي بيرنلي في موسم 2015–16 ولمدة موسمين، مشاركًا في 52 مباراة سجل خلالها 4 أهداف.

## روابط خارجية
- جوي بارتون على موقع قاعدة بيانات كرة القدم.إي يو (الإنجليزية)
- جوي بارتون على موقع ليكيب (الفرنسية)
- جوي بارتون على موقع ناشيونال فوتبول تيمز (الإنجليزية)
- جوي بارتون على موقع Soccerbase.com (لاعب) (الإنجليزية)
- جوي بارتون على موقع Soccerway.com (الإنجليزية)
- جوي بارتون على موقع عالم كرة القدم.نت (الإنجليزية)
- جوي بارتون على موقع كووورة
- جوي بارتون على موقع AS.com (الإسبانية)